# San Gavino Monreale
San Gavino Monreale (sardinsky: Santu 'Èngiu) je italská obec (comune) v provincii Sud Sardegna v regionu Sardinie. Nachází se ve výšce 54 metrů nad mořem a má přibližně 8 100 obyvatel. Rozloha obce je 87,40 km².